# Диас, Хефрей
Хефре́й Хосе́ Ди́ас Орти́с (исп. Jefrey José Díaz Ortíz; род. 13 сентября 1979, Майкао, департамент Гуахира) — колумбийский футболист, выступавший на позиции нападающего в 1990—2010-е годы.

## Биография
Хефрей Диас на молодёжном уровне занимался в команде «Кондор». Во взрослом футболе дебютировал в 1999 году за столичный «Санта-Фе». Вместе с «красным экспрессом» в год своего дебюта дошёл до финала Кубка Мерконорте. В ответном полуфинальном матче забил гол в ворота «Каракаса», который позволил сравнять счёт на 87 минуте. В серии пенальти сильнее была колумбийская команда. В финале Диас провёл оба матча против «Америки Кали». Команды обменялись гостевыми победами (1:2, 0:1), а в серии пенальти сильнее оказалась «Америка» — 5:3. Диас бил вторым и оказался единственным игроком, который не смог поразить ворота соперника.
В 2003 году перешёл в «Онсе Кальдас». Начало 2000-х годов стало «золотым периодом» в истории клуба из Манисалеса. Команда Луиса Фернандо Монтойи выиграла первый за 53 года титул чемпионов Колумбии (Апертуру 2003). В 2004 году «Онсе Кальдас» сенсационно стал победителем Кубка Либертадорес. В финале колумбийцы одолели аргентинскую «Боку Хуниорс» (0:0; 1:1, в серии пенальти 2:0). В ходе турнира Аранго сыграл в 10 матчах своей команды из 14. Лишь в двух случаях в ходе группового этапа он выходил в стартовом составе. Единственный гол он забил в домашнем матче группового этапа против уругвайского «Феникса», выйдя на замену во втором тайме и установив окончательный счёт 3:0 на 88 минуте. Также Диас вышел на замену во второй финальной игре в Манисалесе.
12 декабря 2004 года принял участие в последнем в истории матче за Межконтинентальный кубок. «Онсе Кальдас» и победитель европейской Лиги чемпионов «Порту» сыграли вничью 0:0, а в серии пенальти со счётом 8:7 победу одержал португальский клуб. Диас вышел на замену Диего Аранго на 61 минуте. Монтойя постарался обострить игру в атаке, выпустив нападающего вместо полузащитника.
В 2005 году перешёл в «Унион Магдалену», затем выступал за «Хуниор», «Депортес Киндио», уругвайский «Данубио», парагвайский «Гуарани» и «Атлетико Букарамангу». С «Данубио» в 2007 году стал чемпионом Уругвая. В «Букараманге» получил серьёзную травму колена. В 2010 году Хефрей Диас провёл довольно успешный сезон за «Депортиво Пасто», после чего уехал в Панаму, где провёл последние два года профессиональной карьеры, выступая за «Сан-Франсиско». В Панаме вновь травмировал колено, и по этой причине был вынужден завершить карьеру.
Работает тренером молодёжных команд в «Индепендьенте Санта-Фе».

## Титулы и достижения
- Чемпион Колумбии (1): 2003 (Апертура)
- Чемпион Уругвая (1): 2006/07
- Обладатель Кубка Либертадорес (1): 2004
- Финалист Кубка Мерконорте (1): 1999